# Конев, Александр Степанович
Алекса́ндр Степа́нович Ко́нев (1916—1992) — старшина Рабоче-крестьянской Красной Армии, участник Великой Отечественной войны, Герой Советского Союза (1944).

## Биография
Александр Конев родился 2 июля 1916 года в селе Никольское (ныне — Алтайский район Алтайского края). После окончания шести классов школы работал в колхозе, а с 1934 года — на шахте. В 1937 году Конев был призван на службу в Рабоче-крестьянскую Красную Армию. Участвовал в боях на озере Хасан. Был демобилизован. В июне 1942 года Конев повторно был призван в армию. С июля того же года — на фронтах Великой Отечественной войны. Принимал участие в боях на Брянском, Воронежском, Центральном, Белорусском фронтах, два раза был ранен и контужен. К сентябрю 1943 года старший сержант Александр Конев командовал пулемётным расчётом 1185-го стрелкового полка 356-й стрелковой дивизии 61-й армии Центрального фронта. Отличился во время битвы за Днепр.
24-25 сентября 1943 года Конев принимал участие в боях в районе населённых пунктов Чумаки, Свинопухи (ныне — Вишнёвое) и Репки Репкинского района Черниговской области Украинской ССР. Пулемётным огнём в тех боях он отразил 7 немецких контратак, уничтожив более 100 вражеских солдат и офицеров. В ночь с 3 на 4 октября 1943 года Конев скрытно подобрался к вражеским позициям и подавил три огневые точки.
Указом Президиума Верховного Совета СССР «О присвоении звания Героя Советского Союза генералам, офицерскому, сержантскому и рядовому составу Красной Армии» от 15 января 1944 года за «образцовое выполнение боевых заданий командования по форсированию реки Днепр и проявленные при этом мужество и героизм» старший сержант Александр Конев был удостоен высокого звания Героя Советского Союза с вручением ордена Ленина и медали «Золотая Звезда» за номером 2950.
После окончания войны в звании старшины Конев был демобилизован. Проживал и работал сначала в селе Алтайское Алтайского края, а в 1952 году переехал в Новокузнецк. Умер 26 июля 1992 года.
Был также награждён орденом Отечественной войны 1-й степени и рядом медалей.
В честь Конева названа улица в Новокузнецке.

## Награды
- Медаль «Золотая Звезда» (15.01.1944)[3]
- Орден Ленина (15.01.1944)[3]
- Орден Отечественной войны I степени (06.04.1985)[4]
- Медаль За отвагу (27.12.1943)[3]